# Eaux cutiliennes
Les Eaux cutiliennes, en latin Aquae Cutiliae, sont une source minérale d'Italie et une station thermale romaine, sur l'actuelle commune de Castel Sant'Angelo, près de Cittaducale, à l'est de Rieti. Le site se trouve au sud-ouest du bourg de Castel Sant'Angelo, au lieu-dit Terme di Cotilia, un peu au nord de la route nationale 4, qui suit le tracé de l'antique Via Salaria.
Sous l'Empire romain, les Eaux cutiliennes furent une importante station balnéaire. L'endroit était à la mode sous les Flaviens, qui étaient originaires de la région. Le futur empereur Titus y est né le 30 décembre 39 selon plusieurs sources (cependant Suétone le fait naître à Rome). Son père, l'empereur Vespasien y est mort le 23 juin 79.
On peut encore voir de nos jours les ruines considérables des établissements thermaux.

## Le lac, « nombril de l'Italie »
Le lac situé à proximité était considéré par les auteurs classiques comme le centre de l'Italie ; Varron le qualifiait de « nombril de l'Italie » (Italiae umbilicus). Il était célèbre pour ses îles flottantes, formées par la pétrification partielle des végétaux par les substances minérales contenues dans les eaux.
La déesse Vacuna, d'origine sabine, avait un sanctuaire à cet endroit. La déesse Victoire était également honorée sur ce site selon Denys d'Halicarnasse.